# Walk and talk
A walk and talk (szó szerint: „sétálni és beszélni”) egy filmes technika, melynek során a kamera két vagy több színész mozgását rögzíti, miközben azok beszélnek. A technikát előszeretettel alkalmazzák zsúfolt, forgalmas irodák, kórházak, rendőrkapitányságok stb. életének bemutatásakor, így például gyakran alkalmazzák ezt a technikát a Vészhelyzetben vagy a Doktor Houseban, de mozifilmekben is sokszor előfordul. A technika lehetővé teszi a helyszínek közötti váltás folyamatosságát, miközben a szereplők cserélődhetnek, így a több főszereplős drámáknál könnyebb követni az eseményeket. A walk and talk-jeleneteket eleinte úgy nevezett tracking shot-technikával, azaz legtöbbször sínekre rögzített kamerakocsival készítették, később, a Steadicam megjelenésével már nem volt szükség rögzített útvonalra.

## Története
A Variety magazin szerint a technika kitalálója Thomas Schlamme, aki a Esti meccsek című sorozatban alkalmazta először, majd továbbfejlesztette Az elnök embereiben és A színfalak mögöttben.
Ezzel szemben David Bordwell, a Wisconsini Egyetem filmszakértő professzorának kutatásai szerint a technikát valójában már az 1930-as években is alkalmazták több országban is. Először síneken görgetett kamerakocsival készítették a felvételeket, ami több problémát is felvetett, csak egy bizonyos közelségből lehetett forgatni, általában a szereplők testének egy része nem is látszódott a képen, és csak bizonyos szögből lehetett filmezni, nehogy észrevehetőek legyenek a sínek a háttérben, és a színészeknek is ügyelniük kellett a lépteikre. Később olyan kocsikat is kifejlesztettek, amikhez nem volt szükség sínekre, így a rendezők nagyobb szabadságot kaptak a walk and talk fejlesztésében.
A Steadicam kifejlesztésével a technika egyre elterjedtebbé vált az 1980-as évektől kezdve. Az egyik leghíresebb példa a Hiúságok máglyája (1990), ahol a kamera végig követi Peter Fallowt a szállodában.